# Shkëmbi i Kavajës
Der Shkëmbi i Kavajës ist eine markante Felsformation an der albanischen Adriaküste. Der nach der Stadt Kavaja benannte Felsen ist das Ende eines Hügelzugs, der hier auf die seichte Bucht von Durrës trifft. Der 105 m ü. A. hohe Felsen fällt im Westen steil zum Meer hin ab.
Der Felsen markiert die Grenze zwischen Durrës im Norden (ca. sieben Kilometer zum Stadtzentrum) und Kavaja im Süden (ca. zwölf Kilometer entfernt). Nördlich liegt Durrës Plazh, im Süden der Badeort Golem. Der Küstenbereich dazwischen wird auch als Shkëmbi i Kavajës bezeichnet und ist heute ebenfalls von Hotels überbaut. Er gehört zur Njësia administrative Rrashbull.
Am schmalen Uferstreifen zwischen Felsen und Küste verlaufen wichtige Verkehrsachsen des Landes: die zur Autobahn ausgebauten Rruga shtetërore SH4 und die Bahnstrecke Durrës–Peqin der Hekurudha Shqiptare. 
Der Felsen genießt als Naturdenkmal nationalen Schutz. Er besteht aus Sandstein aus dem Pliozän.

Bei der Schlacht von Dyrrhachium (48 v. Chr.) errichtete Pompeius auf dem Felsen ein Lager, während Caesar die Küste im Norden und das Hinterland kontrollierte. In römischen Quellen wurde der Felsen als Petra bezeichnet.

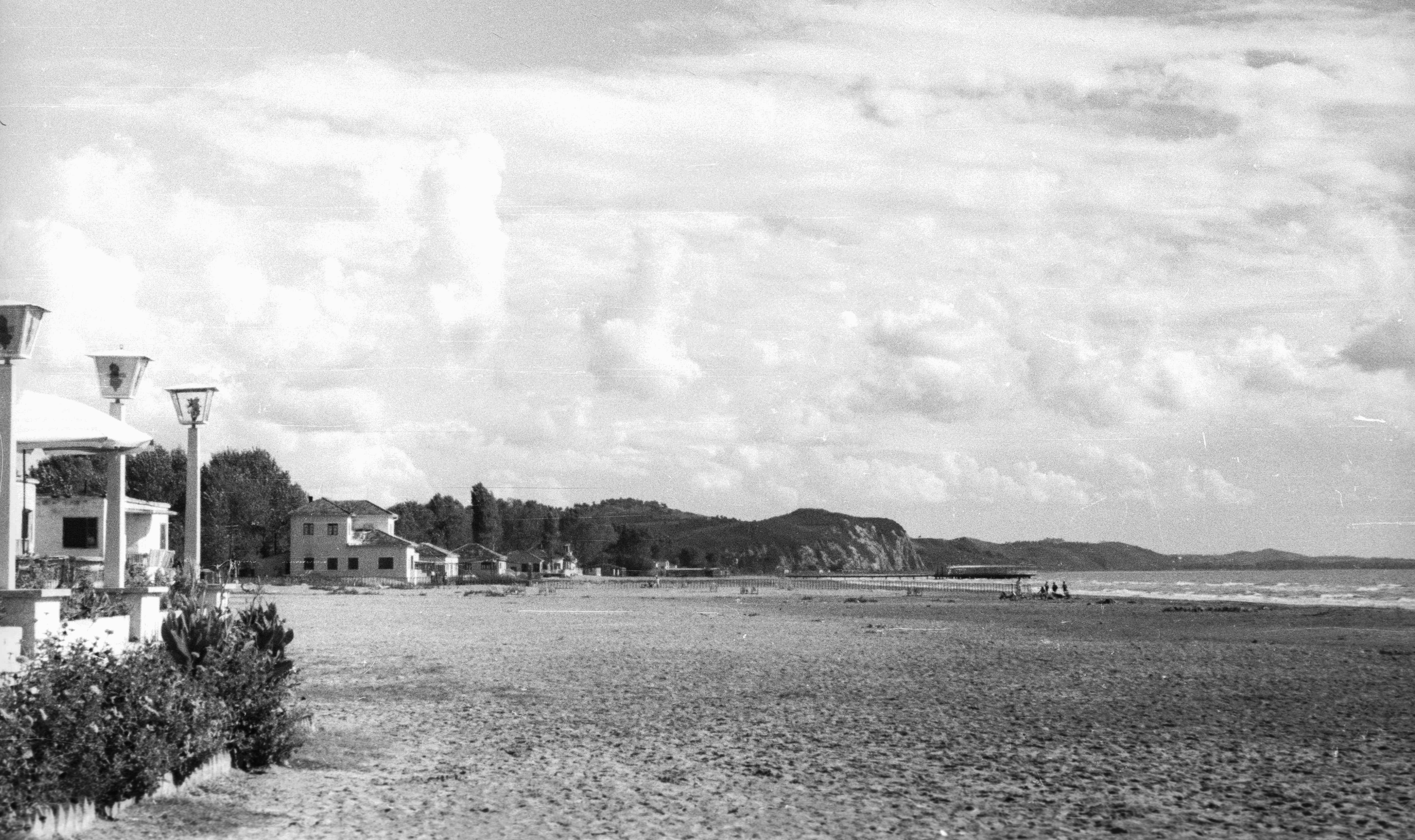
Durrës Plazh mit dem Shkëmbi i Kavajës im Hintergrund Anfang der 1960er Jahre
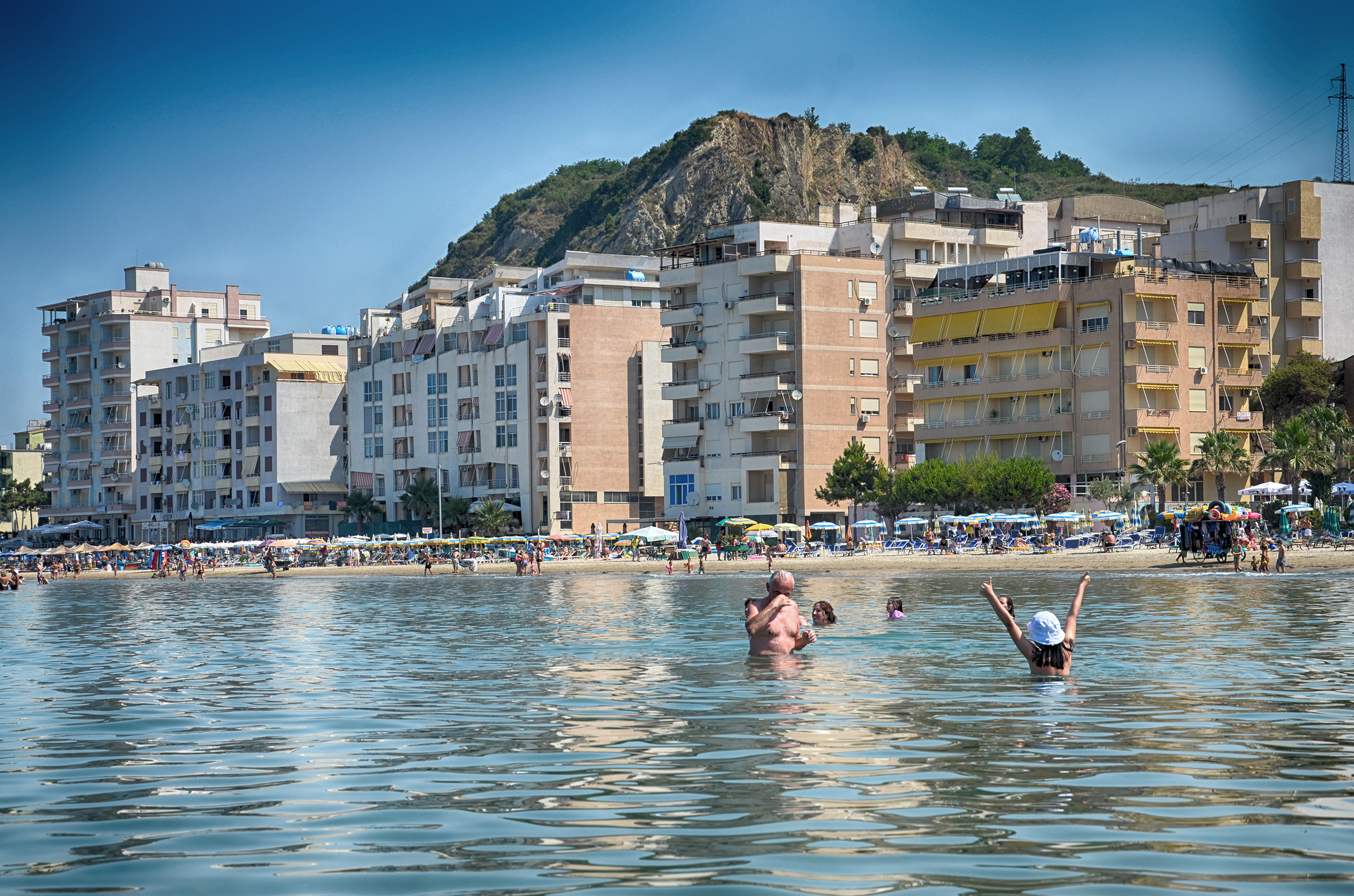
Badetreiben bei Shkëmbi i Kavajës